# Kent (album)
Kent – debiutancki album szwedzkiego zespołu Kent wydany 15 marca 1995. Producentem krążka jest Nille Perned.

## Lista utworów
1. Blåjeans (2:57)
2. Som vatten (2:53)
3. Ingenting någonsin (3:57)
4. När det blåser på månen (4:19)
5. Jag vill inte vara rädd (3:30)
6. Vad två öron klarar (3:42)
7. Den osynlige mannen (2:41)
8. Pojken med hålet i handen (2:08)
9. Ingen kommer att tro dig (3:31)
10. Stenbrott (4:18)
11. Frank (4:48)